# Carranglan
Carranglan là một đô thị hạng 2 ở tỉnh Nueva Ecija, Philippines. Theo điều tra dân số năm 2007, đô thị này có dân số 33.233 người trong 6.603 hộ. 

## Barangay
Carranglan được chia thành 17 barangay.
| - R.A.Padilla (Baluarte) - Bantug - Bunga - Burgos - Capintalan - Joson (Digdig) - General Luna - Minuli - Piut | - Puncan - Putlan - Salazar - San Agustin - T. L. Padilla Pob. (Bgy. I) - F. C. Otic Pob. (Bgy. II) - D. L. Maglanoc Pob. (Bgy.III) - G. S. Rosario Pob. (Bgy. IV) |